# Zeepipe
Zeepipe — трубопровідна система, що забезпечує доставку природного газу з родовищ Норвегії до бельгійського газового хабу Зеєбрюгге.
У 1990-х роках відбулось стрімке зростання видобутку природного газу в норвезькому секторі Північного моря (за період з 1993 по 2001 більш ніж у два рази). Для видачі цієї продукції на експорт  споруджено кілька офшорних трубопроводів, у тому числі система Zeepipe. Першим газопроводом системи, введеним у дію у 1993 році, став Zeepipe I, що з'єднав газоконденсатне родовище Слейпнір та Зеєбрюгге. Його довжина 814 км, діаметр 1000 мм, максимальна пропускна здатність біля 15 млрд м³ на рік. Крім того, тоді ж 30-кілометрова лінія діаметром 750 мм з'єднала Слейпнір з платформою Draupner S, що працює у складі офшорного трубопроводного хабу (разом з платформою Draupner Е) та надає доступ до системи Statpipe.
Через кілька років підсилили ресурсну базу для Zeepipe I (та інших офшорних трубопроводів Норвегії) шляхом спорудження:
- газопроводу Zeepipe IIA від газопереробного заводу Troll у Kollsnes біля Бергена до Слейпнір, діаметром 1000 мм, довжиною 303 км та максимальною пропускною здатністю до 27 млрд м³ на рік;

- газопроводу Zeepipe IIB від того самого Kollsnes до платформи Draupner Е, діаметром 1000 мм, довжиною 304 км та максимальною пропускною здатністю більш ніж 26 млрд. м³ на рік.[1]

На своєму шляху трубопровід перетинає у голандському та бельгійському секторах 200-кілометрову зону підводних піщаних дюн, які сягають у висоту 10 метрів. Для проходження цієї ділянки були необхідними попередні роботи по розкопуванню біля 600 дюн.
Неподалік від Зеєбрюгге газопровід перетнув підхідний канал до порту Антверпен. Згода на прокладення Zeepipe була отримана від урядових інституцій лише за умови його заглиблення не менш ніж на 10 метрів від поточного рівня дна, що забезпечувало можливість поглиблення підхідного каналу за необхідності.  
Спорудження системи здійснилии трубоукладальні судна "Castoro Sei", "Semac 1", "Castoro V", "Castoro II", "Bar 331" та "Castoro 10" (останнє також відоме як траншейне судно). Підготовку траси виконували землесосні снаряди "Geopotes 15", "Barent Zanen", "Volvox Delta", "Geopotes 14" та "HAM 310". До облаштування переходу через навігаційний канал Scheur залучили фрезерні земснаряди "Leonardo da Vinci" та "Vlanderen XIX".